# 20861 Леслібех
20861 Леслібех (20861 Lesliebeh) — астероїд головного поясу, відкритий 1 листопада 2000 року.
Тіссеранів параметр щодо Юпітера — 3,397.